# Mildred Singleton
Mildred Louise Singleton, z domu McDaniel (ur. 3 listopada 1933 w Atlancie, zm. 5 października 2004 w Pasadenie) – amerykańska lekkoatletka, skoczkini wzwyż, mistrzyni olimpijska, rekordzistka świata.
Była mistrzynią USA na otwartym stadionie w 1953, 1955 i 1956 oraz w hali w 1955 i 1956. Wygrała konkurs olimpijski w Melbourne w 1956, ustanawiając jednocześnie (1 listopada 1956) rekord świata – 1,76 m. Zdobyła ponadto mistrzostwo Igrzysk Panamerykańskich w mieście Meksyk w 1955.
W 1957 zakończyła karierę zawodniczą i pracowała jako trenerka.